# Europa der Souveränen Nationen (Partei)
Europa der Souveränen Nationen (kurz ESN bzw. ESN-Partei) ist eine europäische politische Partei, deren Mitglieder rechte und rechtsextreme Parteien sind.  Vorsitzender der ESN-Partei ist Stanislaw Stojanow, Mitglied des europäischen Parlaments für die bulgarische Wasraschdane.

## Geschichte
Im April 2024 trafen sich auf Einladung der bulgarischen Wasraschdane (W) rechtsnationalistische Parteien aus neun Ländern. In der sogenannten Sofia-Erklärung forderten sie den Erhalt der nationalen Grenzen und der Souveränität der einzelnen europäischen Staaten. Teilnehmer waren die griechische AKKEL, Renastere (Moldau), Forum voor Democratie (Niederlande), Republika (Slowakei), Zavetnici (Serbien), MHM (Ungarn), Alternative für Schweden und Mass-Voll (Schweiz).
Bei der Europawahl 2024 zog Wasradschane erstmals in Europäische Parlament ein. Kurz vor der Wahl wurden die Abgeordneten der deutschen AfD aus der Fraktion Identität und Demokratie ausgeschlossen. AfD und Wasradschane hatten zuvor schon Kontakte. Zusammen gründeten ihre Abgeordneten mit Vertretern sechs weiterer Parteien die Fraktion Europa der Souveränen Nationen. Die ESN-Partei wurde dann am 14. August 2024 gegründet. Die Partei hat am 9. September 2024 ihre Registrierung bei der Behörde für europäische politische Parteien beantragt und wurde am 30. September 2024 ins Parteienregister aufgenommen. Die Gründung einer parteinahen europäischen politischen Stiftung ist geplant.

### Vorsitzende
1. Alexander Sell (AfD, August 2024–Januar 2025)
2. Stanislav Stoyanov (W, seit Januar 2025)

## Mitglieder
| Land        | Partei | Partei                       | Europa- abgeordnete | Nationale Abgeordnete |
| ----------- | ------ | ---------------------------- | ------------------- | --------------------- |
| Bulgarien   | W      | Wasraschdane                 | 2/17 (a)            | 38/240                |
| Deutschland | AfD    | Alternative für Deutschland  | 15/96 (b)           | 151/630               |
| Frankreich  | Rec!   | Reconquête                   | 1/81                | 0/577                 |
| Litauen     | TTS    | Tautos ir teisingumo sąjunga | 1/11                | 0/141                 |
| Niederlande | FvD    | Forum voor Democratie        | 0/31                | 3/150                 |
| Polen       | NN     | Nowa Nadzieja                | 3/53                | 8/460                 |
| Slowakei    | REP    | Hnutie Republika             | 2/15                | 0/150                 |
| Tschechien  | SPD    | Svoboda a přímá demokracie   | 0/21 (c)            | 20/200                |
| Ungarn      | MHM    | Mi Hazánk Mozgalom           | 1/21 (d)            | 6/199                 |

## ESN-Mitglieder in europäischen Institutionen
| Organisation      | Institution                                               | Sitze  |
| ----------------- | --------------------------------------------------------- | ------ |
| Europäische Union | Europäisches Parlament                                    | 25/720 |
| Europäische Union | Europäische Kommission                                    | 0/27   |
| Europäische Union | Europäischer Rat (Staats- und Regierungschefs)            | 0/27   |
| Europäische Union | Rat der Europäischen Union (Beteiligung an der Regierung) |        |
| Europäische Union | Ausschuss der Regionen                                    |        |
| Europarat         | Parlamentarische Versammlung                              |        |